# وهن عصبي
الوهن العصبي (باللاتينية: neurasthenia) هو الشعور الذاتي والمستمر بالانهاك والضعف العام والإعياء والتعب المصحوب بأعراض عضوية متنوعة ينتهي إلى حد الانهيار، إنه بمثابة تعب مزمن يحدث اضطرابا في سلوك الفرد وعضويته. وأول من استخدم هذا اللفظ هو العالم الأمريكي بيرد (بالإنجليزية: Beard) وجعله يشمل عددًا كبيرًا من الاضطرابات العصابية والعضوية، ثم يطلق على معظم أعراض العصاب التي يظن أنها ناتجة عن ضعف نفسي، وقد وصفه (جانيه) بأنه يشبه القلق والوساوس المتسلطة مضافًا إليه الوهن والضعف في الطاقة النفسية للفرد على حد تعبيره.
يشيع الوهن العصبي كثيرًا بين هؤلاء الذين يعانون من التصلب المتعدد (أبلغ بعض الأشخاص المصابين بالتغفيق عن هذا الشعور أيضًا)، وهو عبارة عن شعور بالإرهاق والإنهاك الغالب الذي من الممكن أن يحدث في أي وقت من اليوم ويستمر لأي فترة وليس بالضرورة تكرار حدوثه لدى مريض آخر بنفس الطريقة. ويمكن وصف الوهن العصبي على أنه شعور غالب بالضعف لا يرتبط بالمجهود البدني الزائد. وهناك تأييد على مستوى عالمي يفيد بأن الوهن يمتد ليشمل ليس فقط الذين يعانون من التصلب المتعدد وإنما يشمل أيضًا هؤلاء غير المصابين بذلك المرض. فقد أبلغ كثير من المرضى المصابين بالتصلب المتعدد عن نومهم مدة تزيد عن 12 ساعة في الليلة ويستمر ذلك أيامًا متعاقبة ولا يزالون يشعرون بالتعب بدرجة لا تمكنهم من أداء واجباتهم اليومية على الرغم من شعورهم بالراحة الجسدية. ويتغير هذا الشعور بالوهن بدرجة كبيرة وهناك بعض المرضى المصابين بالتصلب المتعدد الذين لا يعانون من الوهن العصبي كعرض أولي. ونظرًا لأن هذا الوهن غير مرئي ولصعوبة توضيح شعور 'العقل المتعب' نتيجة الوهن العصبي، فقد يسيء الآخرون تفسير سلوك الأشخاص المصابين بالتصلب المتعدد باعتباره افتقار إلى بذل الجهد، ولكن من المهم لهؤلاء الذين يتعاملون مع مرضى التصلب المتعدد إدراك أن هذا التفسير لا يمثل الحالة الفعلية. وتعد أسباب الوهن الذي يعانيه مرضى التصلب المتعدد غير مفهومة بالكامل.

## نظرة عامة
يأخذ هذا الاضطراب اسمه من العرض الذي يغلب عليه وهو الأعصاب المتعبة أو المنهكة أي الشعور بالوهن والتعب، وهذا الشعور يكاد يكون مستمرا وملحا دون وجود مبرر واقعي يكفي لوجوده عند المريض. إن التعب والإنهاك يحدث عند الإنسان السوي بعد بذل جهد وطاقة كبيرة يقوم بها، ولكن هذا الشعور يظهر عند المريض بالوهن حتى وهو لم يبذل أي جهد أو طاقة. والتعب يزول عند الإنسان السوي بعد أن يأخذ قسطا من الراحة، بينما في الوهن العصبي لا يزول بل يستمر قويا مسيطرا، وكثيرا ما يبدأ منذ الصباح، ويميل للضعف والانحدار عندما يقترب الشخص من موعد النوم.

## نسبة الانتشار
تظهر أعراض الوهن العصبي في أواسط العمر وتزداد اقترابا من الكهولة بسبب التدهور الذي يحصل في العديد من الوظائف، ويكثر ظهوره كعرض لأمراض أخرى، وتصل نسبة ظهوره فتصل إلى حوالي 5% من مجموع السكان، وحوالي 10% من مرضى العصاب.

## الأعراض

### الأعراض النفسية
الشعور بالتعب السريع، الخمول، الارتخاء، ضعف القدرة على الانتباه والتركيز، الحساسية الزائدة تجاه أدنى المثيرات، سرعة التهيج، اضطراب في دقة العمل، بطء الإنجاز، ضعف العزيمة والإرادة، عدم تحمل المسؤوليات، والشعور بالإحباط.

### الأعراض الجسمية
قصور في السرعة والقوة البدنية، ضعف عصبي وجسمي عام، الشعور بالألم العام غير المحدد، الصداع، هبوط ضغط الدم، شحوب الوجه، تغيرات حشوية وهضمية يرافقها ضعف الشهية وعسر الهضم، الضعف الجنسي عند الرجال، اضطراب الدورة الشهرية عند النساء، ألآم في الظهر واضطراب في النوم والشعور بالتعب حين الاستيقاظ مباشرة.

## التشخيص
لا يوجد طريقة تشخيص محددة للمرض و هو يعتمد على المريض نفسه و على طريقة التشخيص الاشتباهي حيث يتم اختبار كل الأمراض الممكنة التي تسبب نفس الأعراض

## العلاج
العلاج يقوم أساسا على تغير نمط عيش المريض كالرياضة والحركة الإستلقاء شرب الماء والابتعاد عن التوتر بالإضافة إلى ذلك يمكن استعمال أدوية مضادة للاكتئاب والقلق وخاصة فتامينات كالمانزيوم، الكلسيوم والفسفور وفيتامين ب.12 العلاج السلوكي المعرفي يمكن أن يكون لها تأثير إيجاب

## الشكوكية
أثبتت الدرسات الحديثة أن الوهن العصبي هو عارض من أعراض خلل الوظائف المستقلة .